# ニッキ・アドラー
ニッキ・アドラー（Nikki Adler、1987年4月2日 - ）は、ドイツの元女子プロボクサーである。第3代WBC女子世界スーパーミドル級王者。

## 来歴
バイエルン州アウクスブルクにてクロアチア系として生まれる。

### アマチュア時代
15歳でキックボクシングを始め、ドイツ選手権で3位に入る。並行してアマチュアボクシングにも取り組み2004年にタイトル獲得。
しかし、キックボクシング世界選手権出場を怪我のため断念、以降は教員免許取得のため格闘技から離れる。
2007年、ボクシングを再開。当時はまたドイツ国籍を持っていなかったためクロアチアで活動し、2008年にナショナルチャンピオン、欧州選手権3位、世界選手権5位に入る。ドイツカップでは決勝で後のミドル級世界王者、クリスティーナ・ハマーを破り優勝。
その後、ドイツ国籍を取得したが、AIBA規定で3年間ドイツ代表として大会出場ができないため、プロ転向を決意した。

### プロ時代
2010年12月11日、ベルリンでプロデビュー、1回TKO勝利。
2011年5月27日、ドイツ女子スーパーミドル級王座を獲得。
2012年、拠点を地元アウクスブルクに移し、7月14日の移転初試合をKO勝利。
2013年1月12日、エディタ・レスニックとWIBA世界スーパーミドル級王座を争い、判定でタイトル獲得。
2013年5月25日、ロシアでザネ・ブルジとWBF女子世界スーパーミドル級王座を争い、判定で二冠達成。
2013年11月30日、ナターシャ・ラゴシーナ引退後長らく空位となっていたWBC女子世界スーパーミドル級王座を懸けてザネ・ブルジとダイレクトリマッチ。3-0判定で勝利して同王座を獲得。この試合はチェチェン共和国初の女子プロボクシングマッチとなった。
2017年8月4日、自身の持つWBC王座3度目の防衛と空位のIBF王座を懸けてクラレッサ・シールズと対戦も、5回TKOで敗れ王座陥落。
2018年5月12日、空位のWBO女子世界スーパーミドル級王座を懸けてフェムケ・ハーマンズと対戦も、0-3判定負け。この試合を最後に引退。

## 戦績
- アマチュアボクシング：30戦 24勝 1分
- プロボクシング：18戦 16勝 (9KO) 2敗

## 獲得タイトル
- ドイツ女子スーパーミドル級王座
- WIBA世界スーパーミドル級王座
- WBF女子世界スーパーミドル級王座
- 第3代WBC女子世界スーパーミドル級王座